# Президент-Готель (Київ)
Президент Готель — чотиризірковий бізнес-готель у центрі Києва, на вулиці Госпітальній, 12 (Печерськ).

## Історія

### Будівництво і експлуатація
«Президент Готель» був побудований у 1990 році і став останнім проєктом всесоюзного «Інтуриста» і був частиною готельного комплексу.
Рішення фасаду готелю, а саме звід з чотирьох арок, навіяно легендою про часи Київської Русі, коли в'їздом в місто служили чотири арки — ворота, які вважалися символом гостинності.
З 1998 року «Президент Готель» — самостійний чотиризірковий готельний комплекс з широкою інфраструктурою.
У 2012 році в «Президент Готелі» була проведена масштабна реконструкція. Номерний фонд готелю був повністю оновлений у відповідності зі стандартами для 4-зіркових готелів. Були реконструйовані бенкетні і конференцзали, що дозволило проводити одночасно до 17 незалежних заходів.

### Юридичний статус
У квітні 2009 року «Президент Готель» був переданий в оренду на 25 років Будівельній компанії «Квадр». Фонд Держмайна України намагався через суд розірвати договір оренди та виставити готель на продаж, проте суд підтримав орендаря.
До російського вторгнення в Україну оператором київського «Президент Готелю» була приватна компанія Vertex United. 
Розпорядженням Кабінету Міністрів України № 320 від 29 квітня 2022 року повноваження з управління корпоративними правами, що належать державі в статутному капіталі готелю передано Державному управлінню справами.

## Розташування
«Президент Готель» розташований в історичному та діловому центрі Києва, недалеко від площі Незалежності і центральної вулиці міста Хрещатик. Поруч знаходяться: Національний спортивний комплекс «Олімпійський», Палац спорту, центральна синагога Києва, торговий центр «Гулівер» та станція метро «Палац Спорту». Історична назва місця, де розташований готель, — Черепанова гора. У 1920-х роках тут був розташований «Червоний стадіон». У 1937 почалося будівництво нового стадіону (тепер — Національний спортивний комплекс «Олімпійський»). На Черепановій горі також розташовані Національний університет фізичного виховання і спорту України, а під самою Черепановою горою — Палац спорту.

## Нагороди
За роки свого існування, «Президент Готель» був удостоєний численних нагород: 
- Орден «Святого Станіслава» за значний внесок у розвиток міжнародних зв'язків, вітчизняного туризму, впровадження культури обслуговування на рівні світових стандартів;
- нагорода Національного конкурсу «Золоті торгові марки», «За високий професійний рівень і вагомий внесок у створення гідного міжнародного іміджу України» (2002);
- переможець в щорічному огляді-конкурсі на найкращий готель України Асоціації «УКРГОТЕЛЬ» (2003);
- грамота «За значний внесок в озеленення міста» (2000, 2001, 2002);
- номінант альманаху «Золота книга української еліти» (2010);
- диплом та пам'ятна медаль «За заслуги в галузі зміцнення економіки і істотний внесок у створення гідного міжнародного іміджу» (2010).

### Соціальні мережі
- Сторінка у Фейсбуці